# Botryopteridiopsida
Botryopteridiopsida, fosilni razred papratnjača kojemu pripada najmanje tri reda. Ime reda dolazi po rodu Botryopteridium čiji je jedini poznati predstavnik vrsta †Botryopteridium forense Doweld 2001. Doweld (2001) ga je smatrao monofiletskim.

## Redovi i porodice
1. †ordo Botryopteridiales Doweld 2001
  1. †Botryopteridiaceae
    1. †Botryopteridium
      1. †Botryopteridium forense

    2. †Parabotryopteridium
    3. †Primofilix
      1. †Primofilix antiqua
2. †ordo Neomariopteridales Doweld 2001
  1. Neomariopteridaceae
3. †ordo Senftenbergiales Doweld 2001